# Jonathan Kingdon
Jonathan Stephen Kingdon (* 1935 in Tabora, Tanganjika (heute Tansania)) ist ein britischer Zoologe, wissenschaftlicher Autor und Künstler. Sein Forschungsschwerpunkt ist die afrikanische Säugetierfauna, über die er mehrere Bücher verfasste.

## Leben
Kingdon absolvierte von 1952 bis 1956 die Ruskin School of Drawing and Fine Art in Oxford. Von 1956 bis 1959 studierte er am Royal College of Art in London. Von 1958 bis 1960 lehrte er am Working Men’s College in London. 1958 gründete er gemeinsam mit Frank Bowling, Neil Stocker und Billy Apple die Young Commonwealth Artists Group, ein Künstlerkollektiv in London. Von 1960 bis 1974 war er Kunstdozent an der Makerere School of Fine Arts in Kampala, Uganda. Für seine naturgetreuen Zeichnungen reiste Kingdon häufig in den afrikanischen Busch, um die Tiere vor Ort zu illustrieren. Kunstausstellungen mit Kingdons Werken wurden in Islington, England (1958), im Uganda Museum in Kampala (1963), in der Sorsbie Gallery in Nairobi (1963), in der Nommo Gallery in Kampala (1966) und der Gallery Watatu in Nairobi (1970) veranstaltet. Ferner wurden seine Bilder in der St. Francis Chapel der Makerere-Universität, Kampala, Uganda, in der Rondo Seminary Chapel in Masasi, Tansania, im Parlament von Nairobi, in der Chidya Secondary School in Masasi, in der Alliance High School, Kikuyu, Kenia, in der Agricultural Development Corporation in Nairobi sowie in der Bukoba Cathedral in Tansania ausgestellt. 1971 erschien der erste Band von Kingdons Buchreihe East African Mammals: An Atlas of Evolution in Africa, die 1988 mit dem siebten Band abgeschlossen wurde. 2013 veröffentlichte er nach 15-jähriger Vorbereitungszeit in Zusammenarbeit mit mehr als 350 weiteren Autoren, darunter David Happold, Meredith Happold, Thomas M. Butynski, Louise H. Emmons,  Richard W. Thorington, Gary N. Bronner, Derek William Yalden, Rainer Hutterer, Colin Groves, Peter Grubb, Peter Vogel, Manuel Ruedi, Ara Monadjem, Fenton Peter David Cotterill, Alicia V. Linzey, Julian Kerbis Peterhans, Nico L. Avenant und Fritz Dieterlen das sechsbändige Werk Mammals of Africa, in dem 1160 Säugetierarten des afrikanischen Kontinents detailliert beschrieben werden. Neben seinen zoologischen Büchern beschäftigt sich Kingdon mit der menschlichen Evolution. 1993 erschien sein Buch Self-Made Man: Human Evolution From Eden to Extinction, das seit 1994 in einer deutschen Übersetzung (Und der Mensch schuf sich selbst, Das Wagnis der menschlichen Evolution) vorliegt. Kingdon wurde mehrfach für seine Arbeiten ausgezeichnet, darunter 1978 mit dem Stamford Raffles Award der Zoological Society of London, 1993 mit der Silver Medal der Zoological Society of London, 1998 mit der Cherry Kearton Medal and Award der Royal Geographical Society und 2014 für sein Werk Mammals of Africa mit der Dartmouth Medal der American Library Association.
Von 1995 bis 2002 war Kingdon Leiter der Organisation Fauna and Flora International.

## Werke (Auswahl)
- Kilimanjaro: Animals in a landscape. 1983. ISBN 0-563-20230-0.
- African mammal drawings: The Wellcome volume. 1983. ISBN 0-9508837-2-7.
- East African Mammals: An Atlas of Evolution in Africa. A seven volume series. 1988. ISBN 0-226-43724-8.
- Island Africa: The Evolution of Africa's Rare Animals and Plants. 1990. ISBN 0-691-08560-9.
- Self-Made Man: Human Evolution From Eden to Extinction. 1993. ISBN 0-471-15960-3. (deutsch: Und der Mensch schuf sich selbst, Das Wagnis der menschlichen Evolution im Birkhäuser Verlag, 1994)
- The Kingdon Field Guide to African Mammals. 2003. ISBN 0-7136-6513-0. (2. Auflage 2015)
- Lowly Origin: Where, When and Why our Ancestors First Stood Up. Princeton University Press Princeton. 2003. ISBN 978-0691050867
- The Kingdon Pocket Guide to African Mammals. Princeton University Press. 2004. ISBN 978-0-691-12239-7. (2. Auflage 2019)
- Guide des mammiferes d’Afrique. Paris: Delachaux & Niestle. 2006. ISBN 978-2603017456.
- Mammals of Africa. 2013. ISBN 9781408122570.